# Morava e Binçës
Morava e Binçës (albanska: Morava e Binçës, makedonska och serbiska:Биначка Морава, Binačka Morava) är en flod som rinner genom Kosovo, Nordmakedonien och Serbien. 
Flodens källa är i Skopska Crna Gora i Nordmakedonien. Floden rinner genom Kosovo och in till Serbien, varefter den rinner vidare samman med Preševska Moravica, och därmed skapar floden Južna Morava.